# 北領地旗
現在的澳洲北領地旗制定於1978年。北領地旗旗桿側部分為黑色，內有南十字星圖案。右側部分的底色則是橙色，內有一花朵圖案。北領地雖然成立於1911年，但直到1978年才擁有自己的旗幟。